# HBO Max
Az HBO Max (korábban: Max) amerikai előfizetéses video on-demand over-the-top streaming szolgáltatás, amely a Warner Bros. Discovery (WBD) egyik leányvállalatának, a WarnerMedia Directnek a tulajdonát képezi. 2020. május 27-én indult el az Egyesült Államokban, Magyarországon 2022. március 8-án. A szolgáltatás az HBO, a Warner Bros., a Cartoon Network, az Adult Swim és a hozzájuk kapcsolódó műsoraira épül.
A Warner Media, LLC és a Discovery, Inc. 2022. áprilisi egyesülése óta az HBO Max az egyesített vállalat két streamingszolgáltatásának egyike, a másik a Discovery+. A szolgáltatás újraindítását 2023. április 12-én jelentették be, 2023. május 23-án indult el az Egyesült Államokban. A szolgáltatás neve Max lett és már tartalmazza a Discovery+ tartalmakat is. 2025. május 14-én bejelentették, hogy ismét HBO Max lesz a neve. A régi-új nevét 2025. július 9-én kapta vissza.

## Története

Az HBO Max korábbi logója

A Max korábbi logója

2018. október 10-én a WarnerMedia bejelentette, hogy elindítja saját streamingszolgáltatását, amelyen elérhetővé válik majd a tulajdonában lévő összes tartalom. 2019 májusának közepén a WarnerMedia anyacégének, az AT&T-nek vezérigazgatója, Randall Stephenson úgy nyilatkozott, hogy az HBO márkanév alatt indítja el majd a Warner az új szolgáltatást, a bétaverzió elindítása pedig 2019 végére, vagy 2020 első negyedévére lett kitűzve.
2019. július 9-én a WarnerMedia bejelentette, hogy a szolgáltatás az HBO Max nevet viseli majd, előreláthatóan 2020 tavaszán indul el. Ugyanekkor tették közzé az első arculati elemeket, illetve hivatalosan is megerősítették, hogy a Jóbarátok az új szolgáltatás indulására már nem lesz elérhető a Netflixen.

## Árazás és funkciók
| Díjcsomag      | Havidíj (USD) | Havidíj (HUF) | Funkciók              | Funkciók         | Funkciók | Funkciók | Funkciók | Funkciók    | For.              |
| Díjcsomag      | Havidíj (USD) | Havidíj (HUF) | Párhuzamos streamelés | Offline letöltés | HD       | 4K       | HDR      | Dolby Atmos | For.              |
| -------------- | ------------- | ------------- | --------------------- | ---------------- | -------- | -------- | -------- | ----------- | ----------------- |
| Basic with Ads | $9.99         | N/A           | 2                     | Nem              | Igen     | Nem      | Nem      | Nem         | [ 6 ] [ 7 ] [ 8 ] |
| Standard       | $15.99        | 2790 Ft       | 2                     | 30               | Igen     | Nem      | Nem      | Nem         | [ 6 ] [ 7 ] [ 8 ] |
| Prémium        | $20.99        | 3890 Ft       | 4                     | 100              | Igen     | Igen     | Igen     | Igen        | [ 6 ] [ 7 ] [ 8 ] |

## Tartalmak
Az HBO Max nagy mennyiségű eredeti televíziós sorozatot és filmet kínál, ezenkívül valamennyi Warner-közeli márkanév, így a TNT, TBS, truTV, Adult Swim, Boomerang, CNN, Cartoon Network, The CW, Crunchyroll, DC Entertainment, Looney Tunes, New Line Cinema, Rooster Teeth, TCM és Warner Bros. tartalmait is elérhetővé teszi az előfizetők számára. 

### Tartalomszolgáltatók
A csillag (*) a harmadik feleket, míg a kereszt (†) a korábbi szolgáltatókat jelöli.
- 9 Story Media Group*
- A24*
- AMC Networks*
- Adult Swim
- American International Pictures*
- All3Media
- Animal Planet
- Asian Food Network
- Bad Robot Productions*[9]
- BBC*
- Big Idea Entertainment*
- Blue Sky Studios*
- Boomerang
- Cartoon Network
- Cartoonito[10][11]
  - Mattel Television* (csak Amerikában és Európában)
  - Sesame Workshop* (csak Amerikában)[12][13]
- Castle Rock Entertainment
- Cinemax
- Comedy Central*[10]
- Cooking Channel
- The Criterion Collection*
- Crunchyroll*[10] †
- The CW[10]
- DC Entertainment[10]
- Destination America
- Discovery Channel
- Discovery Family/Kids
- Discovery Life
- Entertainment One*
- Eurosport
- Food Network
- GKIDS*[10][14]
- HBO[10]
- Hello Sunshine*
- Hasbro Entertainment*
- HGTV
- HLN
- HOT Animation*
- Illumination*
- ImageMovers*
- Investigation Discovery
- Lionsgate*
- Magnolia Network
- Metro-Goldwyn-Mayer*
- MotorTrend
- New Line Cinema[10]
- NBC*
- Oprah Winfrey Network
- Orion Pictures*
- Paramount Pictures*
- Rooster Teeth[10]
- Saban Films*
- Science Channel
- Sky*[15]
- Sony Pictures*[16]
- Studio Ghibli* (GKIDS-en keresztül)[10]
- TBS[10]
- TLC
- TNT[10]
- Travel Channel
- TruTV[10]
- Turner Classic Movies[10]
- Turner Entertainment Co.[10]
- TV Globo* (csak Latin-Amerikában és a Karib-térségben, kivétel: Brazília)[17]
- Universal Pictures*
- Viz Media*
- Warner Bros. (kivéve a Warner Bros. japán és tajvani tartalmait, amelyeket jelenleg a Netflixen és a Disney+-on jelennek meg.)[10]
- Wizarding World

### Saját gyártású HBO Max tartalmak
A saját gyártású tartalmakat a saját gyártású HBO Max tartalmak márkanevet viselik, beleértve a sorozatokat és filmeket. Az epizódikus tartalmak hetente jelennek meg, elkerülve a Netflix által népszerűvé tett „bindzselés” formátumot.

### Megszerzett jogok
2019. augusztus 1-jén a WarnerMedia nyilvánosságra hozta megállapodását a BBC Studios-szal, mely szerint az HBO Max-hez kerülnek majd a forgalmazási jogai több BBC-s tartalomnak is. Ezek a tartalmak a Ki vagy, doki? 11 modern évada, a The Honourable Woman és a Top Gear című sorozatok, illetve A hivatal. Emellett az HBO Max-en a Ki vagy, doki? új részei premier után már elérhetőek lesznek. 2020 júniusától a South Park eddigi részei is elérhetővé válnak. Elérhető lesz az eddigi 23 évad, illetve a még biztosan készülő epizódok is ott lesznek láthatók, egy nappal az után, hogy debütáltak a Comedy Centralon.

### Mozis premierrel együtt bemutatott filmek
2020 novemberében döntött úgy a Warner Bros., hogy az eredetileg csak mozikba szánt Wonder Woman 1984 filmet a koronavírusra való körülmények miatt egyszerre fogja bemutatni a mozikban és az HBO Max-en. 2020. december 4-én hivatalosan bejelentették, hogy a 2021-es év teljes mozifilmkínálata egyszerre lesz bemutatva a mozikban és az HBO Max-en. A hibrid forgalmazási rendszer csak az Egyesült Államokra érvényes, és az HBO Max előfizetőinek nem kell különdíjat fizetni a platformon is debütáló mozifilmekért. A döntés erősen megosztotta a szakmát. 2021. augusztus 10-én a stúdió megerősítette, hogy mozifilmjeiket 2022-től 45 napon keresztül csak a mozikban forgalmazzák, majd 45 nap után a filmek felkerülnek az HBO Max kínálatába. Az új tulajdonos, a Discovery jelentős átalakítást fog végrehajtani, miszerint a Warner filmjei többé már nem kerülnek fel 45 nap után automatikusan az HBO Max-re.

## Indulás
| Ország                                | HBO Max            | Max                  | HBO Max (újraindulás) |
| ------------------------------------- | ------------------ | -------------------- | --------------------- |
| Egyesült Államok                      | 2020. május 27.    | 2023. május 23.      | 2025. július 9.       |
| Anguilla                              | 2021. június 29.   | 2024. február 27.    | 2025. július 9.       |
| Antigua és Barbuda                    | 2021. június 29.   | 2024. február 27.    | 2025. július 9.       |
| Argentína                             | 2021. június 29.   | 2024. február 27.    | 2025. július 9.       |
| Aruba                                 | 2021. június 29.   | 2024. február 27.    | 2025. július 9.       |
| Bahama-szigetek                       | 2021. június 29.   | 2024. február 27.    | 2025. július 9.       |
| Barbados                              | 2021. június 29.   | 2024. február 27.    | 2025. július 9.       |
| Belize                                | 2021. június 29.   | 2024. február 27.    | 2025. július 9.       |
| Bolívia                               | 2021. június 29.   | 2024. február 27.    | 2025. július 9.       |
| Brazília                              | 2021. június 29.   | 2024. február 27.    | 2025. július 9.       |
| Brit Virgin-szigetek                  | 2021. június 29.   | 2024. február 27.    | 2025. július 9.       |
| Chile                                 | 2021. június 29.   | 2024. február 27.    | 2025. július 9.       |
| Costa Rica                            | 2021. június 29.   | 2024. február 27.    | 2025. július 9.       |
| Curaçao                               | 2021. június 29.   | 2024. február 27.    | 2025. július 9.       |
| Dominikai Közösség                    | 2021. június 29.   | 2024. február 27.    | 2025. július 9.       |
| Dominikai Köztársaság                 | 2021. június 29.   | 2024. február 27.    | 2025. július 9.       |
| Ecuador                               | 2021. június 29.   | 2024. február 27.    | 2025. július 9.       |
| Grenada                               | 2021. június 29.   | 2024. február 27.    | 2025. július 9.       |
| Kajmán-szigetek                       | 2021. június 29.   | 2024. február 27.    | 2025. július 9.       |
| Kolumbia                              | 2021. június 29.   | 2024. február 27.    | 2025. július 9.       |
| Salvador                              | 2021. június 29.   | 2024. február 27.    | 2025. július 9.       |
| Guatemala                             | 2021. június 29.   | 2024. február 27.    | 2025. július 9.       |
| Guyana                                | 2021. június 29.   | 2024. február 27.    | 2025. július 9.       |
| Haiti                                 | 2021. június 29.   | 2024. február 27.    | 2025. július 9.       |
| Honduras                              | 2021. június 29.   | 2024. február 27.    | 2025. július 9.       |
| Jamaica                               | 2021. június 29.   | 2024. február 27.    | 2025. július 9.       |
| Mexikó                                | 2021. június 29.   | 2024. február 27.    | 2025. július 9.       |
| Montserrat                            | 2021. június 29.   | 2024. február 27.    | 2025. július 9.       |
| Nicaragua                             | 2021. június 29.   | 2024. február 27.    | 2025. július 9.       |
| Panama                                | 2021. június 29.   | 2024. február 27.    | 2025. július 9.       |
| Paraguay                              | 2021. június 29.   | 2024. február 27.    | 2025. július 9.       |
| Peru                                  | 2021. június 29.   | 2024. február 27.    | 2025. július 9.       |
| Saint Kitts és Nevis                  | 2021. június 29.   | 2024. február 27.    | 2025. július 9.       |
| Saint Lucia                           | 2021. június 29.   | 2024. február 27.    | 2025. július 9.       |
| Saint Vincent és a Grenadine-szigetek | 2021. június 29.   | 2024. február 27.    | 2025. július 9.       |
| Suriname                              | 2021. június 29.   | 2024. február 27.    | 2025. július 9.       |
| Trinidad és Tobago                    | 2021. június 29.   | 2024. február 27.    | 2025. július 9.       |
| Turks- és Caicos-szigetek             | 2021. június 29.   | 2024. február 27.    | 2025. július 9.       |
| Uruguay                               | 2021. június 29.   | 2024. február 27.    | 2025. július 9.       |
| Venezuela                             | 2021. június 29.   | 2024. február 27.    | 2025. július 9.       |
| Andorra                               | 2021. október 26.  | 2024. május 21.      | 2025. július 9.       |
| Dánia                                 | 2021. október 26.  | 2024. május 21.      | 2025. július 9.       |
| Finnország                            | 2021. október 26.  | 2024. május 21.      | 2025. július 9.       |
| Norvégia                              | 2021. október 26.  | 2024. május 21.      | 2025. július 9.       |
| Spanyolország                         | 2021. október 26.  | 2024. május 21.      | 2025. július 9.       |
| Svédország                            | 2021. október 26.  | 2024. május 21.      | 2025. július 9.       |
| Bosznia-Hercegovina                   | 2022. március 8.   | 2024. május 21.      | 2025. július 9.       |
| Bulgária                              | 2022. március 8.   | 2024. május 21.      | 2025. július 9.       |
| Csehország                            | 2022. március 8.   | 2024. május 21.      | 2025. július 9.       |
| Észak-Macedónia                       | 2022. március 8.   | 2024. május 21.      | 2025. július 9.       |
| Hollandia                             | 2022. március 8.   |                      | 2025. július 9.       |
| Horvátország                          | 2022. március 8.   | 2024. május 21.      | 2025. július 9.       |
| Koszovó                               | 2022. március 8.   | 2024. május 21.      | 2025. július 9.       |
| Lengyelország                         | 2022. március 8.   | 2024. május 21.      | 2025. július 9.       |
| Magyarország                          | 2022. március 8.   | 2024. május 21.      | 2025. július 9.       |
| Moldova                               | 2022. március 8.   | 2024. május 21.      | 2025. július 9.       |
| Montenegró                            | 2022. március 8.   | 2024. május 21.      | 2025. július 9.       |
| Portugália                            | 2022. március 8.   | 2024. május 21.      | 2025. július 9.       |
| Románia                               | 2022. március 8.   | 2024. május 21.      | 2025. július 9.       |
| Szerbia                               | 2022. március 8.   | 2024. május 21.      | 2025. július 9.       |
| Szlovákia                             | 2022. március 8.   | 2024. május 21.      | 2025. július 9.       |
| Szlovénia                             | 2022. március 8.   | 2024. május 21.      | 2025. július 9.       |
| Franciaország                         |                    | 2024. június 11.     | 2025. július 9.       |
| Belgium                               | 2024. július 1.    |                      | 2025. július 9.       |
| Japán                                 |                    | 2024. szeptember 25. | 2025. július 9.       |
| Új-Zéland                             | 2024. október 30.  |                      | 2025. július 9.       |
| Hongkong                              | 2024. november 19. |                      | 2025. július 9.       |
| Malajzia                              | 2024. november 19. |                      | 2025. július 9.       |
| Indonézia                             | 2024. november 19. |                      | 2025. július 9.       |
| Fülöp-szigetek                        | 2024. november 19. |                      | 2025. július 9.       |
| Szingapúr                             | 2024. november 19. |                      | 2025. július 9.       |
| Tajvan                                | 2024. november 19. |                      | 2025. július 9.       |
| Thaiföld                              | 2024. november 19. |                      | 2025. július 9.       |
| Görögország                           | 2025. február 20.  |                      | 2025. július 9.       |
| Ausztrália                            | 2025. március 31.  |                      | 2025. július 9.       |
| Törökország                           | 2025. április 15.  |                      | 2025. július 9.       |
| Ukrajna                               | 2025. június 19.   |                      | 2025. július 9.       |
| Albánia                               | 2025. július 22.   |                      |                       |
| Ciprus                                | 2025. július 22.   |                      |                       |
| Észtország                            | 2025. július 22.   |                      |                       |
| Grúzia                                | 2025. július 22.   |                      |                       |
| Izland                                | 2025. július 22.   |                      |                       |
| Kazahsztán                            | 2025. július 22.   |                      |                       |
| Kirgizisztán                          | 2025. július 22.   |                      |                       |
| Lettország                            | 2025. július 22.   |                      |                       |
| Litvánia                              | 2025. július 22.   |                      |                       |
| Málta                                 | 2025. július 22.   |                      |                       |
| Örményország                          | 2025. július 22.   |                      |                       |
| Tádzsikisztán                         | 2025. július 22.   |                      |                       |